# フラ湖
フラ湖（フラこ、ヘブライ語: ימת החולה）は、イスラエル北部にある湖。ガリラヤ湖の北にある。

## 概要
1950年代、湖は長さ5.3km、幅4.4km、面積12〜14km2、水深1.5m（夏）〜3m（冬）だった。しかし、農業のためにフラ湖と周囲の湿地帯の水を排出する試験が始まり、湖は縮小した。排水事業は1951年から1958年までの間行われた。しかし周辺環境の自然保護の声が高まり、1963年に3.5km2の領域がイスラエルで初めての自然保護区となった。また、一帯にヨシ原、淡水湿地、河畔林と湿潤草地が多いため、1996年11月にはラムサール条約登録地となった。
湖のほとりにはベノートヤーコフ橋遺跡があり、約79万年前、人類が最初に火を使った跡が発見されている。
旧約聖書にはメロム湖（英語: Lake Merom）として書かれている。
なお、排水事業の過程でフラ湖固有種のパレスチナイロワケガエルが生息地を失って絶滅したとされていたが、2011年に絶滅両生類10種を世界規模で探索するプロジェクトによって再発見された。国際自然保護連合（IUCN）のレッドリスト2012年版では、絶滅危惧IA類（絶滅寸前）に分類された。